# Haitianisch-niederländische Beziehungen
Die haitianisch-niederländischen Beziehungen beschreiben das bilaterale Verhältnis zwischen der Republik Haiti einerseits und dem Königreich der Niederlande andererseits.
Die Niederlande gehörten zu den ersten europäischen Ländern, die diplomatische Beziehungen mit Haiti aufnahmen. Mit seinen Landesteilen Aruba, Curaçao und Sint Maarten sowie seiner früheren Kolonie Suriname ist das Königreich eng mit der Karibik und den Themen der Region verbunden.

## Geschichte und Stand
Seit 1890 betand sich ein Konsulat der Niederlande in der Stadt Jacmel im Süden Haitis. Haiti und die Niederlande unterhalten mindestens seit 1912 diplomatische Beziehungen.
Der niederländische Botschafter in Santo Domingo, Dominikanische Republik, ist in Haiti nebenakkreditiert. Die Niederlande haben einen Honorarkonsul in Haiti bestellt, der in Pétionville ansässig ist.
Haiti nimmt die Beziehungen zu den Niederlanden durch seine Botschaft in Brüssel, Belgien, wahr.
Die Niederlande reagierten nach dem Erdbeben in Haiti 2010 mit einer Soforthilfe von einer Million Euro zur Finanzierung der Soforthilfe der Vereinten Nationen im Katastrophengebiet. In den folgenden Monaten engagierte sich die niederländische Regierung über die Organisation Dutch Interchurch Aid (SHO) mit weiteren 12 Mio. Euro für humanitäre Hilfe und knapp 30 Mio. Euro für den WIederaufbau der Hauptstadtregion Port-au-Prince. Insgesamt summierten sich die staatlichen Zuwendungen und privaten Spenden aus den Niederlanden letztlich auf 111 Mio. Euro.
Im März 2004 sprach das niederländische Außenministerium angesichts der gewaltsamen Zuspitzung der Krise im Land eine Reisewarnung für Haiti aus und riet dort befindlichen Niederländern, Haiti zu verlassen.

## Niederländische Landesteile in der Karibik
Das Königreich der Niederlande besteht aus den zwölf Provinzen der Niederlande in Westeuropa und den karibischen Inseln
- Bonaire
- Sint Eustatius und
- Saba

sowie den In der Karibik gelegenen Landesteilen
- Aruba
- Curaçao
- Sint Maarten

Curaçao ist seit Juli 2024 assoziiertes Mitglied der Karibischen Gemeinschaft (CARICOM). Die Karibische Gemeinschaft nimmt insbesondere während der Krise in Haiti seit 2018 aktiv Einfluss auf die Entwicklung in Haiti.
In Curaçao, Sint Maarten und Aruba leben mehr als 5000 Angehörige der haitianischen Diaspora, was einem Bevölkerungsanteil von 1,6 Prozent entspricht.

## Internationale Organisationen
Beide Länder waren Mitglieder im Völkerbund, sind Gründungsmitglieder der Vereinten Nationen und gehören ihren Sonderorganisationen an.
Haiti ist Mitglied der Organisation Amerikanischer Staaten (OAS), bei der das Vereinigte Königreich den Status eines ständigen Beobachters innehat.
In der Karibischen Gemeinschaft (CARICOM), in der Haiti Vollmitglied ist, ist ein niederländischer Landesteil (Curaçao) assoziiertes Mitglied. Das Königreich der Niederlande selbst hat den Status eine Drittstaats inne. Der niederländische Botschafter in St. Kitts und Nevis ist bei der CARICOM nebenakkreditiert.
Die drei karibischen Landesteile der Niederlande sind assoziierte Mitglieder der Gruppe der Small Island Developing States (SIDS) der Vereinten Nationen, in der Haiti Vollmitglied ist.